# 乌干达铁路
乌干达铁路是英属东非的一条米轨铁路，位于今肯尼亚与乌干达，连接海港蒙巴萨到尼罗河流域的维多利亚湖。现在分别有肯尼亚铁路公司乌干达铁路公司。

## 建设

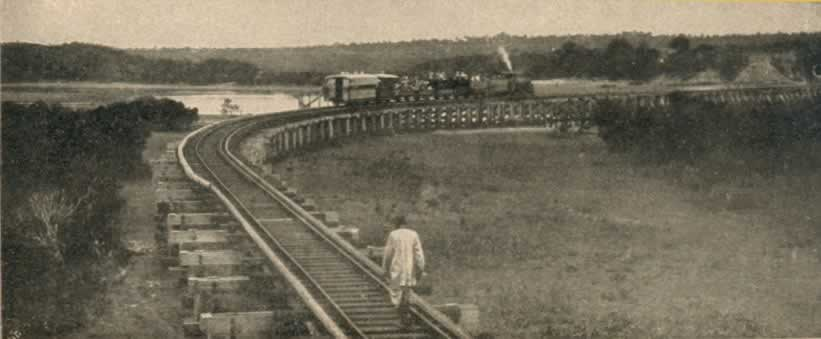
1899年蒙巴萨附近

乌干达铁路是十九世纪末列强瓜分非洲狂潮中，英国在东非殖民地修建的一条战略铁路。此前不列颠东非公司于1890年修建了一条麦金农-斯克莱特道路，长970-（600-英里），从蒙巴萨到肯尼亚与乌干达边界的布西亞。再通过蒸汽动力，英国可以运送军队控制大湖地区。
乌干达铁路以其目的地命名。在肯尼亚境内长1,060-（660-英里）。1896年初从英属东非的港口城市蒙巴萨开始修建，1901年底在维多利亚湖东岸的港口城市基蘇木完成铁路建筑。
乌干达铁路为单线米轨，车站设避让发线。铺设20多万根9-（30-英尺）长钢轨，120万根枕木，20多万鱼尾板，40多万鱼尾螺栓，480万颗鉚釘及用于高架桥与路堤的钢质桁架，都必须从印度进口，因而在蒙巴萨建设了基林迪尼港。铁路建成后，减少了运输的人力需求，从而抑制了奴隶制。

### 管理
1895年，英国国会开始拨款建设此铁路。经验丰富的工程师George Whitehouse于1895-1903年任总工程师，1901年兼任铁路经理。

### 民工
几乎所有筑路工人来自英属印度。一家在卡拉奇的人口公司被指定负责招募工匠、苦力、工头。在拉合尔的一家分公司是招募中心。民工来自旁遮普农村，派到卡拉奇乘坐从英属印度汽轮公司租来的轮船赴蒙巴萨。 民工招募开始不久，印度爆发了一场大瘟疫，严重延误了铁路建设。英印政府要求乌干达铁路公司在Budapore设立一家隔离营，出境民工必须先隔离14天才可以继续征募民工。
总计招募了35,729苦力与工匠，1,082工头，总计36,811人。每名苦力签署（或按指纹）的劳动合同规定每月工薪12卢比，吃住免费，归国返回招募地免旅费，住院期间工薪减半，治疗免费。民工招募从1895年12月至1901年3月。第一名完成工作合同回国的苦力是在1899年。从1895年至1903年死亡2,493民工，年均死亡357人。 大部分民工回到印度，但有6,724人决定留在东非，产生了肯尼亚印度裔人社群。

### 法律与秩序
为维持工程的法律与秩序，铁路公司设有警察部，着装、装备并训练使用馬提尼-亨利步槍。警务人员有400人，来自英属印度政府。铁路完工后移交给英属东非政府。

## 铁路网扩展与支线铁路

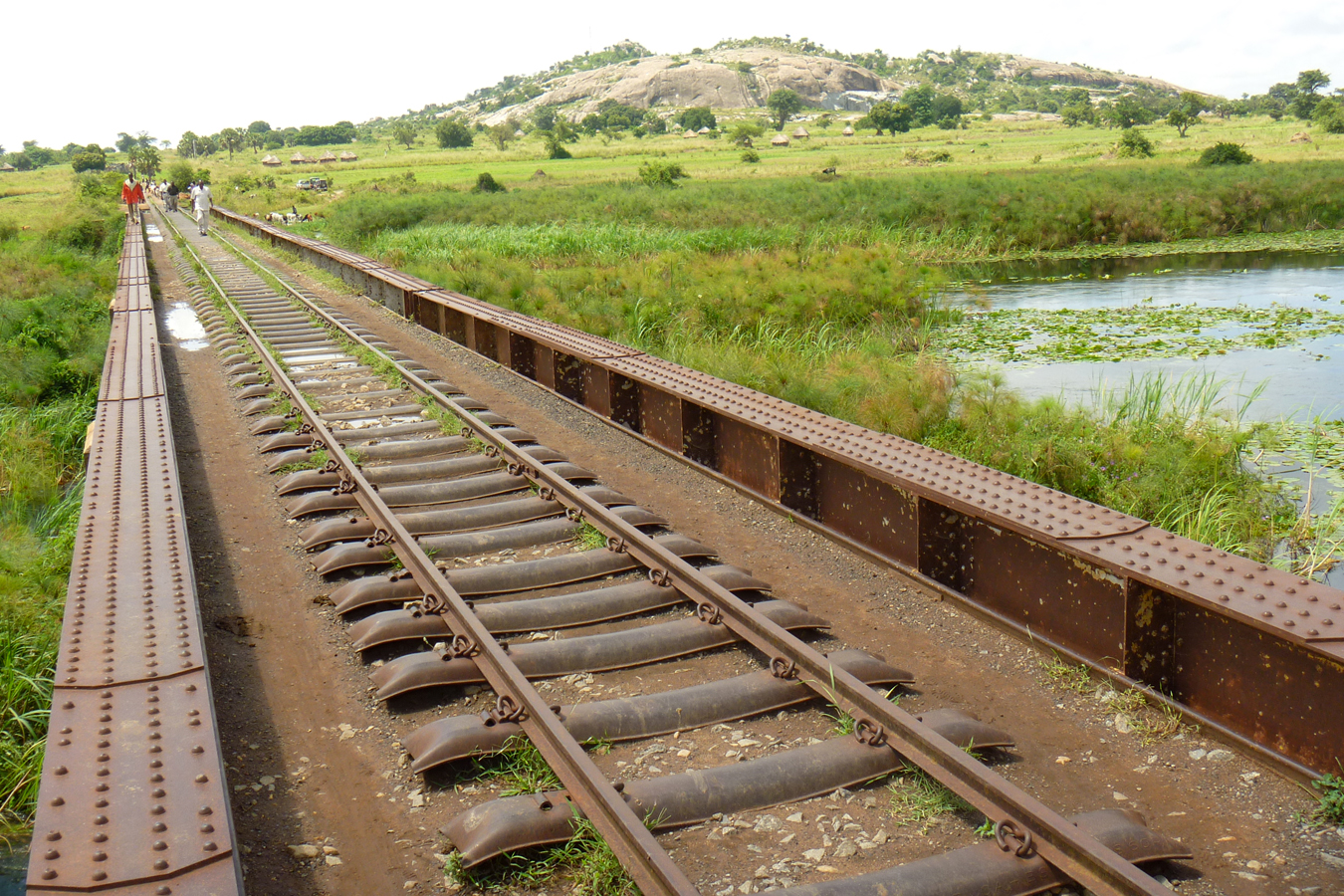
乌干达铁路是.

在苏格兰的船厂造好的铁路轮渡大部件运抵蒙巴萨后，铁路运输到基苏木组装成船。用于到貝爾港的维多利亚湖的铁路轮渡航线。从贝尔港到坎帕拉建设了一条11-（7-英里）铁路。
建成的支线铁路有：
- 1913年到锡卡
- 1915年到马加迪湖
- 1926年到基塔莱
- 1927年到纳罗莫鲁
- 1929年从托罗罗到索羅提
- 1931年到肯尼亚山

1929年，乌干达铁路公司改称肯尼亚与乌干达铁路港口公司(KURH)。1931年干线从纳库鲁延伸到坎帕拉。
1948年，肯尼亚与乌干达铁路港口公司(KURH)改称东非铁路港口公司。1956年铁路从坎帕拉延伸到西乌干达的卡塞塞。1964年，北乌干达的支线铁路延伸到扎伊尔边界的阿鲁阿。

## 内陆铁路轮渡
从最开始，乌干达铁路公司就规划了在维多利亚湖的铁路轮渡。1898年第一条110吨级的渡船在基苏木组装。后续有662吨、1134吨、1300吨的多艘渡船被组装。
乌干达铁路公司扩展了其汽轮服务，在基奥加湖顺维多利亚尼罗河而下到位于艾伯特尼罗河起源的帕夸奇。由于维多利亚湖的铁路轮渡船不适合在内河航行，为此引入了几条明轮船。 

## 现状
肯尼亚与乌干达独立后，这条铁路逐渐破旧。2016年夏，《经济学人》杂志的记者乘坐“疯狂快线”（Lunatic Express）从内罗毕到蒙巴萨，结果是晚点七小时抵达，旅行时间24小时。蒙巴萨与内罗毕之间的旅客列车在2017年4月28日后停运。而内罗毕与基苏木之间的米轨客运已经于2012年停运。

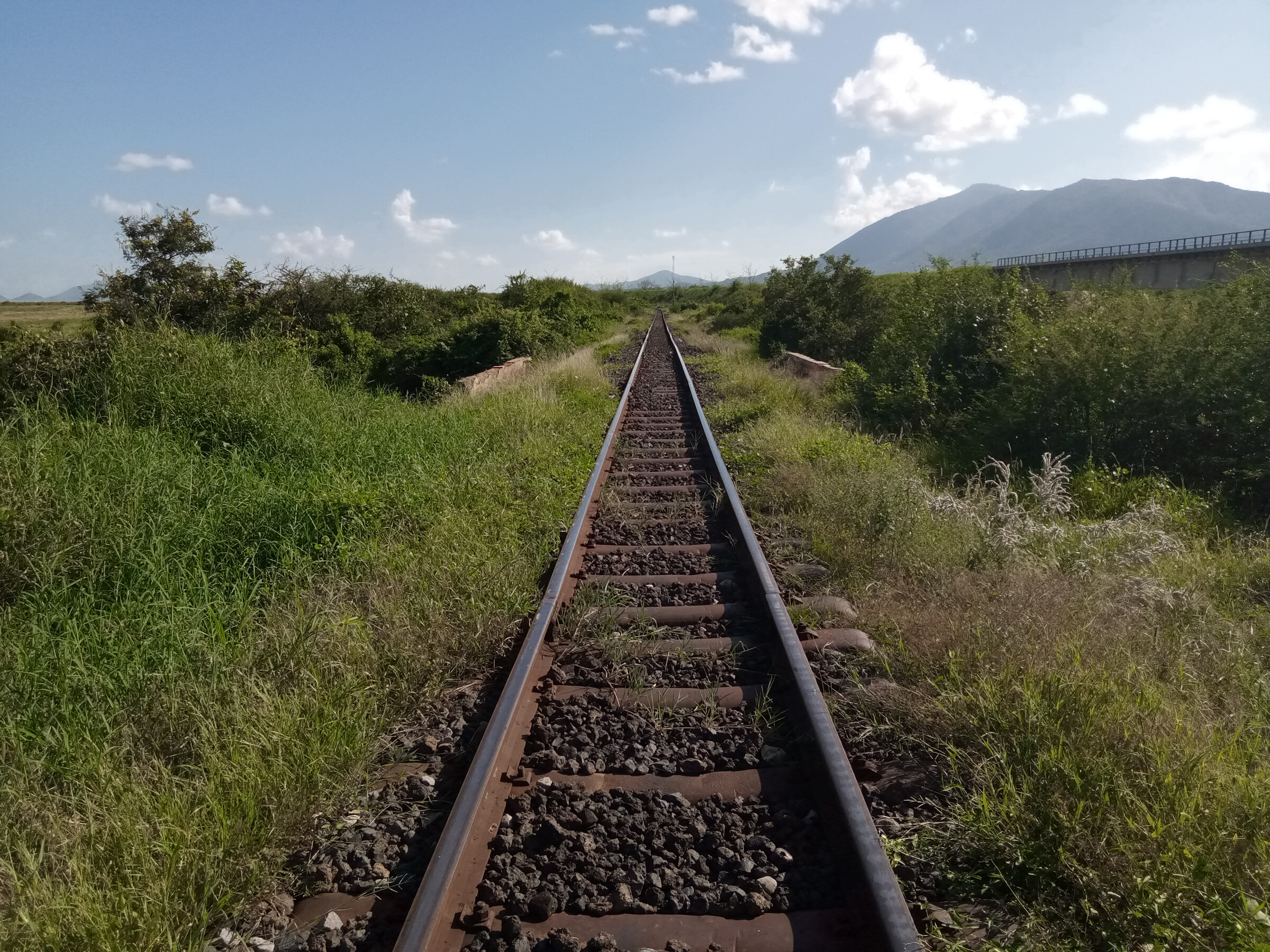
米轨铁路大部分都已破败。

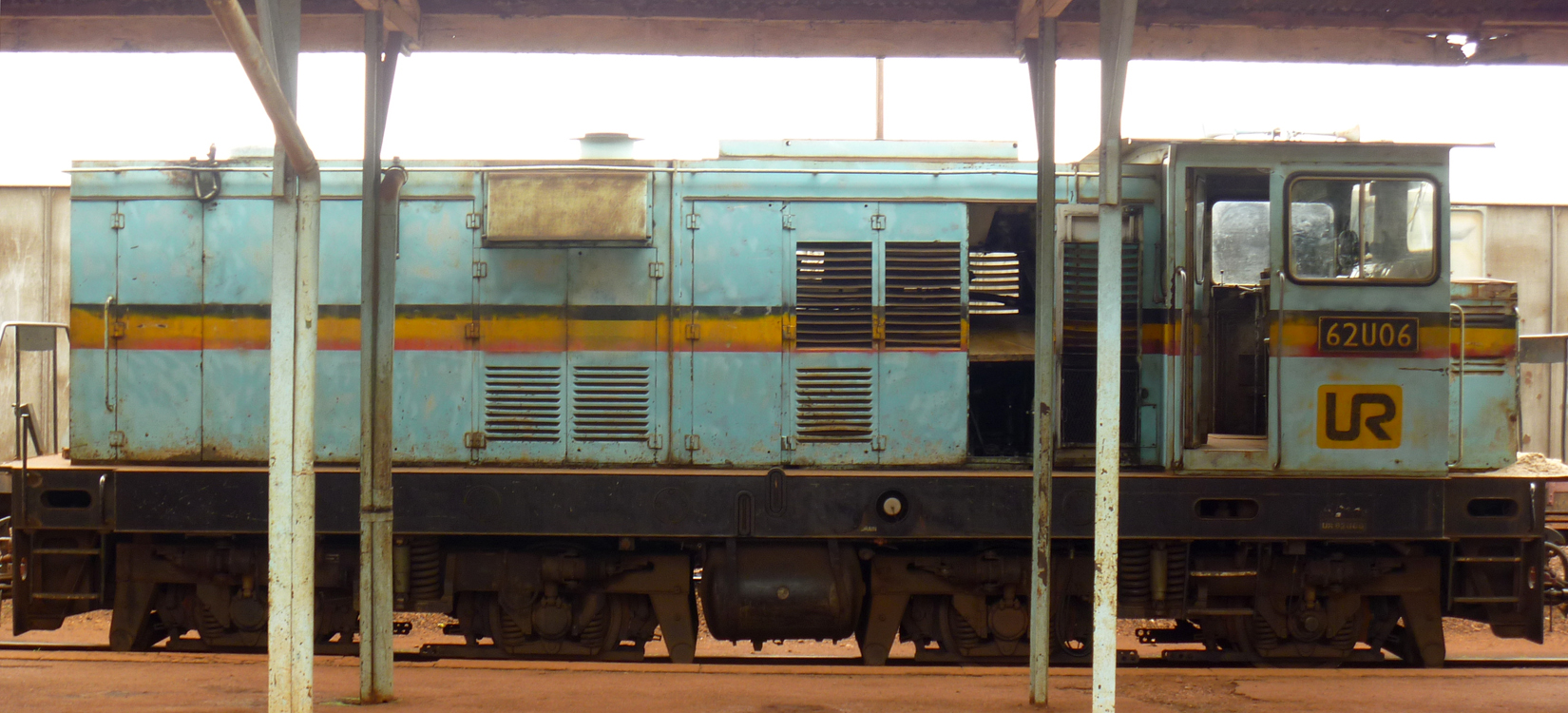
乌干达的金贾火车站的内燃机车

## 书目
- Amin, Mohamed, Willetts, Duncan & Matheson, Alastair Railway Across The Equator
- Chao, Tayiana. . The Agora. 2014-10-28  [2014-11-25]. （原始内容存档于2014-11-27）.
- Churchill, Winston Spencer. . Toronto: William Briggs. 1909 [1908]  [2012-03-19].
- Clayton, Anthony; Savage, Donald C. . London: Routledge. 1975.
- Kinuthia, Helen. . Haligonian Investment Limited.   [2014-11-25].[永久]
- Hardy, Ronald. . New York, NY: G.P. Putnam's Sons. 1965.
- Hill, M.F., Permanent Way Vol 1: official history
- Mannix, D. R.O. Preston of the Lunatic Line in Hunter, J.A. & Mannix, D. African Bush Adventures 1954 Hamish Hamilton
- Miller, Charles. . London: Penguin. 2001 [1971]. ISBN 978-0-14-139136-6.
- Mills, Stephen; Yonge, Brian. . Nairobi: Mills Publishing. 2012. ISBN 9789966709431.
- Odongo. . Daily Nation. 2013-12-12  [2014-11-25]. （原始内容存档于2020-03-21）.
- Ogonda, R.T. . Ochieng', W.R.; Maxon, R.M.  (编). . Nairobi: East African Educational Publishers. 1992: 129–146  [2020-03-21]. ISBN 978-9966-46-963-2. （原始内容存档于2020-10-26）.
- Ogonda, Richard T.; Onyango, George M. . Ochieng', William Robert  (编). . Nairobi: East African Educational Publishers. 2002: 219–231  [2020-03-21]. ISBN 978-9966-25-152-7. （原始内容存档于2020-10-28）.
- Otte, T. G.; Neilson, Keith (eds.). . Military History and Policy. London: Routledge. 2012. ISBN 9780415651318.
- Preston, R.O. Construction of the Uganda Railroad
- Wolmar, Christian. . London: Atlantic Books. 2009.